# بو إيسون
بو إيسـون (بالإنجليزية: Bo Eason)‏ هو كاتب مسرحي ولاعب كرة قدم أمريكية وممثل أمريكي، ولد في 10 مارس 1961 في الولايات المتحدة.

## أعمال

### أفلام
- (1997) بركان[2]

## وصلات خارجية
- بو إيسـون على موقع IMDb (الإنجليزية)
- بو إيسـون على موقع قاعدة بيانات الفيلم (الإنجليزية)